# What Dreams May Come
What Dreams May Come (prt: Para Além do Horizonte; bra: Amor Além da Vida) é um filme estadunidense de 1998 do gênero drama romântico-fantástico, dirigido por Vincent Ward, com roteiro baseado no romance homônimo de Richard Matheson.
Estrelado por Robin Williams e Cuba Gooding Jr., o longa ganhou o Oscar de melhores efeitos visuais e o Art Directors Guild Award por Excelência em Design de Produção; também foi indicado ao Oscar de melhor design de produção. O título do filme vem de um trecho do monólogo "Ser ou não ser" da peça Hamlet de William Shakespeare.

## Sinopse
Chris Nielsen, Annie e seus filhos consideram-se uma família feliz. Mas de forma inesperada os filhos morrem num acidente e Annie, em especial, fica muito abalada com o acontecimento.
Quatro anos depois, eles retomam as suas vidas, mas de novo a família é abalada pela morte de Chris num acidente e a sua alma vai para o Paraíso. Chegando lá começa a ter várias surpresas agradáveis, infelizmente depois de alguma alegria, ele fica a saber que a sua mulher Annie, desesperada pelo seu sofrimento, tinha cometido suicídio, e por isso os seus familiares não poderiam nunca mais se encontrar.
Chris vai então, em busca dela em uma jornada espiritual baseada na descrita por Dante Alighieri em sua obra mais famosa A Divina Comédia, mesmo a saber que ela não o reconhecerá. Mas como ele sempre dizia a todos da família "nunca desista" chegou a hora de pôr em prática, desta forma tendo o filme um final surpreendente.

## Elenco
- Robin Williams .... Chris Nielsen
- Cuba Gooding Jr. .... Albert
- Annabella Sciorra .... Annie Nielsen
- Max von Sydow .... seleccionador / rastreador
- Jessica Brooks Grant .... Marie Nielsen
- Josh Paddock .... Ian Nielsen
- Rosalind Chao .... Leona
- Lucinda Jenney .... sra. Jacobs
- Maggie McCarthy .... Stacey Jacobs
- Wilma Bonet .... Angie
- Matt Salinger .... reverendo Hanley
- Carin Sprague .... Cindy

## Produção
As filmagens de What Dreams May Come tiveram início no fim de junho de 1997. O longa foi rodado utilizando rolos de Velvia, um filme fotográfico produzido pela Fujifilm, sendo uma das poucas produções a utilizar esse método; o filme Fuji Velvia é conhecido entre os fotógrafos de paisagens por sua reprodução de cores mais vivas. Os desenvolvimentos de efeitos visuais foram criados nos estúdios da Mass.lllusions, a qual mais tarde seria responsável também pelos efeitos de bullet time no filme Matrix.
As locações do filme incluíram proximidades dos condados de Marin e Alameda, além do Parque Nacional Glacier e Salto Ángel. Parte da sequência do "Inferno" foi filmada utilizando os restos do porta-aviões da classe Essex USS Oriskany (CV-34) enquanto atracado em Mare Island em Vallejo, Califórnia; o navio foi posteriormente afundado para formar um recife artificial em 17 de maio de 2006.
As cópias originais do filme foram perdidas em um incêndio num dos backlots do Universal Studios em 1 de junho de 2008. Uma busca mundial foi iniciada por uma cópia, que foi encontrada na Europa.
A edição especial do DVD e Blu-ray do filme lançada em 2011 mostra um final alternativo que é o final original do romance, no qual a reencarnação não é uma escolha, mas parte da ordem natural. Chris e Annie se encontrarão novamente em suas novas vidas, mas Annie deve pagar seu pecado por ter se suicidado, fazendo com que sua nova encarnação morra jovem e Chris passe o resto de sua vida como viúvo antes de os dois se reunirem novamente no céu. O filme segue então para o Sri Lanka, onde uma mulher está dando à luz uma menina, que se presume ser Annie; na Filadélfia, nasce um menino, provavelmente Chris.[carece de fontes?]

### Música
A trilha sonora de What Dreams May Come foi composta e conduzida por Michael Kamen e produzida por James Seymour Brett. Ennio Morricone havia concluído e gravado uma trilha sonora completa para o filme, mas, depois que mudanças editoriais foram feitas, sua trilha foi rejeitada e Kamen foi contratado em seu lugar. Com pouco tempo, Kamen utilizou a música "Beside You" do álbum Roll Over da sua banda New York Rock & Roll Ensemble para adaptá-la como o tema musical principal do filme. Com pouco mais de três semanas para escrever, gravar e mixar a partitura, Kamen fez uma abordagem mais direta. "Eu estava em um momento extremamente profundo em minha própria vida naquela época e o filme produziu uma resposta poderosa e pessoal em mim", disse Kamen. "Eu sei que, apesar da resposta mista ao filme em si, sinto que fiz uma das minhas melhores e mais focadas pontuações", concluiu.
A trilha foi executada pela London Metropolitan Orchestra e gravada nos Air Studios e Abbey Road Studios. Um álbum de trilha sonora foi lançado em 13 de outubro de 1998 pela Beyond Records.

## Diferenças do romance
O romance original a qual o filme foi baseado tem diferenças significativas em relação ao longa, em seu enredo e em sua visão da vida após a morte.
No romance, há muito mais referências a crenças teosóficas, da new age e paranormais. O autor Richard Matheson afirma em uma nota introdutória no livro que apenas os personagens são fictícios e que quase todo o resto é baseado em pesquisas (o romance inclui uma extensa bibliografia). Os elementos da história que não aparecem no filme incluem projeção astral, telepatia, uma sessão espírita e o uso do termo "Summerland" (um nome para um Céu simplificado na teosofia e para o Céu em geral em religiões como a Wicca).
Os detalhes da vida de Chris na Terra diferem fortemente do romance. No livro, apenas Chris e sua esposa, chamada Ann, morrem. Seus filhos, que possuem uma idade mais adulta no romance em contraste com as crianças do filme, continuam vivos, como personagens secundários; o personagem interpretado por Max Von Sydow não aparece no livro. No romance, Albert é um primo de Chris e não simplesmente um amigo, como retratado no filme. Chris e Ann são habitantes rurais, e não urbanos como retratados no filme; Albert não é um pediatra e sim um roteirista de Hollywood, enquanto Ann não é uma pintora possuindo uma variedade de empregos.
No livro, as imagens da vida após a morte são baseadas em cenários naturais, e não em pinturas. A descrição do Inferno no romance é consideravelmente mais violenta do que no filme. Chris tem dificuldade para se mover, respirar ou ver e sofre tortura física nas mãos de alguns habitantes de lá. Ele não encontra navios, tempestades, fogo ou o "mar de rostos" que o filme mostra. Em vez disso, ele e Albert escalam penhascos íngremes e encontram visões como um enxame de insetos que atacam as pessoas.
Ann é condenada ao Inferno por apenas vinte e quatro anos, e não à eternidade como o filme mostra. No final, que se assemelha à versão alternativa do filme, mas não à versão teatral, ela escapa do Inferno sendo reencarnada, pois não está pronta para o Paraíso.

## Recepção
What Dreams May Come foi o segundo filme de maior bilheteria em seu país de origem durante a sua semana de abertura e arrecadou US$ 55 milhões nos Estados Unidos e Canadá, enquanto arrecadou mais US$ 20 milhões internacionalmente para um total mundial de um pouco mais de US$ 75 milhões.
Após seu lançamento inicial, a recepção da crítica para o filme foi mista. No site de resenhas agregadas Rotten Tomatoes, o filme tem uma taxa de aprovação de 54%, com base em 69 resenhas, com uma pontuação média de 5,6/10; o consenso crítico do site diz: "Um enredo sem substância que obscurece o cenário bonito e surreal". O Metacritic, que atribui uma classificação normalizada com base nas análises dos principais críticos, calculou uma pontuação média de 44 de 100, com base em 25 comentários, indicando "análises mistas ou médias".
Roger Ebert do Chicago Sun-Times premiou o filme com três estrelas e meia de quatro, comentando:
| “ | "Esta é uma produção que mesmo em sua forma imperfeita mostra como os filmes podem imaginar o desconhecido, podem levar nossa imaginação a lugares maravilhosos. E contém atuações comoventes e eficazes de Robin Williams e Annabella Sciorra." | ” |

James Berardinelli, do ReelViews, deu a What Dreams May Come três estrelas de quatro, dizendo:
| “ | Muitos filmes ofereceram representações do céu e do inferno, mas poucos com tanta convicção e criatividade quanto What Dreams May Come. A trama, que foca nos sacrifícios que um homem fará pelo amor verdadeiro, não é complicada nem original, mas, reforçada pelo incrível senso visual do diretor, torna-se uma peça dramática comovente. | ” |

Owen Gleiberman, da revista Entertainment Weekly, deu ao filme uma nota C+, escrevendo: "Há uma contradição central em um conto de fadas como este: o filme pode pregar para o público sobre questões espirituais, mas sua visão de efeitos especiais adornados da vida após a morte não ajuda, parecendo agressivamente literal".

## Principais prêmios e indicações
| Prêmio                 | Categoria                            | Recipiente(s)                                              | Resultado |
| ---------------------- | ------------------------------------ | ---------------------------------------------------------- | --------- |
| Oscar 1999             | Melhores efeitos especiais           | Nicholas Brooks, Joel Hynek, Kevin Mack e Stuart Robertson | Venceu    |
| Oscar 1999             | Melhor direção de arte               | Eugenio Zanetti e Cindy Carr                               | Indicado  |
| Prêmios Satellite 1999 | Melhores efeitos especiais em cinema | Nicholas Brooks, Joel Hynek, Kevin Mack e Stuart Robertson | Venceu    |